# خودکشی آیینی

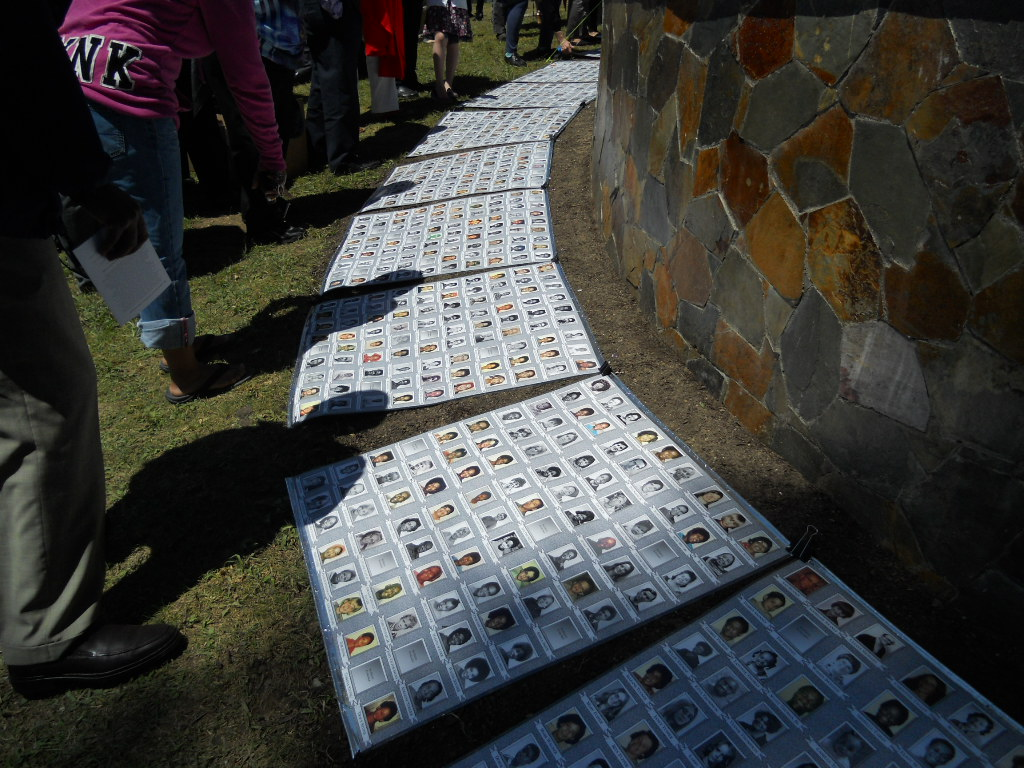
یادواره مقابله با خودکشی آیینی

خودکشی آیینی نوعی خودکشی گروهی است که توسط اعضای یک گروه که به آیین یا مذهب خاصی اعتقاد دارند، انجام می پذیرد.